# ریک اسپرینگفیلد
ریک اسپرینگفیلد (انگلیسی: Rick Springfield؛ زاده ۲۳ اوت ۱۹۴۹) یک خواننده، بازیگر اهل استرالیا است. وی از سال ۱۹۶۲ میلادی تاکنون مشغول فعالیت بوده‌است.